# Сімоносекська війна
Сімоносекська війна (яп. 下関戦争, しものせきせんそう; 1863—1864) — збройний конфлікт в Японії, між Тьосю-ханом та коаліцією чотирьох західних держав — Велкикої Британії, Франції, Голландії та США.

## Короткі відомості
Після укладання Японією нерівноправних договорів із державами Європи та США, в країні виник потужний антиіноземний рух. Його провідником виступав західнояпонський Тьосю-хан.
25 червня 1863 року радикально налаштовані представники цього хану обстріляли у Сімонсокеській протоці торгові суда США та військові кораблі Франції та Голландії, під приводом виконання Імператорського рескрипту про вигнання варварів, затвередженого сьоґунатом. У відповідь, 20 липня того ж року, міжнародна ескадра в складі кораблів Великої Британії, Франції, Голландії та США бомбардувала порт Сімоносекі.
Молоді політики Тьосю-хану, такі як Іто Хіробумі та Іноуе Каору, що повернулися зі стажування у Великій Британії, спробували дипломатично владнати конфлікт. Проте переговори провалилися і у вересні 1864 року воєнні дії було поновлено. Протягом 3 днів японці Тьосю-хану чинили опір, але протистояти новітній артилерії не могли. Європейці та америкаці висадилися в Сімоносекі й захопили важливі стратегічні пункти міста. Після цього, за ініціативи Такасуґі Сінсаку, переговори відновилися.
8 вересня 1864 року було укладено мир, згідно з яким Тьосю-хан зобов'язувався знищити вогневі точки в районі Сімоносекської протоки, визнавав право екстериторіальності її вод, відкривав торгівлю з іноземцями і забезпечував іноземні кораблі провіантом і паливом. Сплачувати ж контрибуцію представники хану відмовилися, позаяк формально діяли не з власної ініціативи, а з розпорядження Імператора.
Поразка Тьосю-хану у війні була ударом по партії радикалів всередині хану. Влада в ньому перейшла до поміркованих консерваторів, які облишили антиіноземні гасла й перейшли до модернізації свого уділу.